# Brad Henry
Charles Bradford Henry, znany jako Brad Henry (ur. 10 czerwca 1963) – amerykański polityk związany z Partią Demokratyczną. W latach 2003–2011 pełnił urząd 26. gubernatora stanu Oklahoma.
Urodzony w Shawnee w Oklahomie w osiadłej od dawna tam rodzinie Brad Henry jest synem prominentnego prawnika i sędziego Charlesa Henry’ego. Ukończył publiczne szkoły, w tym Shawnee High School, po czym studiował nauki ekonomiczne na University of Oklahoma (otrzymując specjalne stypendium programu prezydenckiego, czyli President’s Leadership). Dyplom z ekonomii uzyskał w roku 1985, zaś z nauk prawnych (na tej samej uczelni) w 1988. Na studiach prawniczych zajmował się także redagowaniem uczelnianego periodyku Law review. Początkowo w okresie swej politycznej kariery zasiadał w stanowej legislaturze.
W wyborczym roku [2002 demokraci ponieśli klęskę, tracąc m.in. większość w Senacie. Stracili też kilka starych stanowisk gubernatorskich (m.in. w Alabamie, Alasce, Georgii, Hawajach, Maryland, New Hampshire czy Karolinie Południowej). Zdobyli natomiast władzę w takich stanach, jak Arizona, Maine, Michigan, Wisconsin, Wyoming, Kansas, Tennessee, Illinois. Jednym z takich stanów była właśnie Oklahoma. Urzędujący republikański gubernator Frank Keating nie mógł już, po ośmiu latach − czyli dwóch kadencjach − ubiegać się o ponowny wybór.
Kandydatem Partii Demokratycznej w tym tradycyjnie konserwatywnym i zdominowanym przez republikanów stanie został Brad Henry, który wygrał wybory, choć bardzo nikłą przewagą głosów. On i jego republikański konkurent, kongresmen i były znany futbolista Steve Largent zdobyli łącznie około 43% głosów. Niezależny kandydat Gary Richardson, zdobył 12% głosów, co było drugim najlepszym wynikiem kandydata spoza dwóch głównych partii w kraju. Zwycięstwo Henry’ego nad Largentem wyniosło zaledwie 6866 głosów. Henry prowadził swoją kampanię pod hasłem „edukacyjnego gubernatora”. Obiecywał podniesienie nauczycielskich wynagrodzeń i przeznaczenie większych funduszy na rozwój stanowego szkolnictwa.
Henry został zaprzysiężony na szefa władzy wykonawczej w rodzinnym stanie dnia 13 stycznia 2003 roku przez swego kuzyna, sędziego sądu federalnego Roberta Harlana Henry’ego.
Henry był jednym z najpopularniejszych gubernatorów stanowych (obok m.in. innych demokratów jak Brian Schweitzer z Montany, Dave Freudenthal z Wyoming, Mark Warner z Wirginii czy Mike Easley z Karoliny Północnej, John Lynch z New Hampshire, Kathleen Sebelius z Kansas czy Janet Napolitano z Arizony). Bez większego trudu uzyskał ponowny wybór w roku 2006.
Jako gubernator był członkiem National Governors Association, Southern Governors Association i Democratic Governors Association. W roku 2003 udzielił azylu na terytorium Oklahomy jedenastu demokratycznym senatorom stanowym z Teksasu, którzy uciekli z rodzinnego stanu, aby uniemożliwić zebranie się kworum na jednym z posiedzeń ich izby, mimo pisemnego nakazu sędziego federalnego, aby aresztować ich i zmusić do wzięcia udziału w sesji.
Gubernator Henry popierał stosowanie kary śmierci. Notabene stan Oklahoma wykonał najwięcej, zaraz po Teksasie i Wirginii, wyroków śmierci po przywróceniu najwyższego wymiaru karu. Za jego rządów wykonano 40 wyroków śmierci, przy czym tylko raz skorzystał z prawa łaski. Kiedy legislatura uchwaliła prawo karania śmiercią pedofilów-recydywistów, gubernator Henry natychmiast ją podpisał, nie konsultując się z nikim.
Uważany był za potencjalnego kandydata na prezydenta lub wiceprezydenta w roku 2008 (z uwagi na swoją popularność i możliwość „przyciągnięcia” nowych wyborców z tej części kraju).
Jest żonaty z Kim, z którą ma trzy córki: Leah, Laynię i Bayleę. Jest baptystą.